# 曹灿章
曹灿章（1913年10月—2004年10月6日），男，安徽亳县人，中华人民共和国军事人物，中国人民解放军少将，曾任广西军区副司令员兼参谋长。